# Ann Mackenzie
Pour les articles homonymes, voir Mackenzie.
Ann Mackenzie, connue aussi sous son nom de mariage Ann Stephens, née le 28 mars 1933 et morte le 17 décembre 2022,, est une joueuse de squash et de badminton représentant la Nouvelle-Zélande. Elle est championne de Nouvelle-Zélande à six reprises entre 1956 et 1963. Depuis 2011, elle est membre du New Zeland Squash Hall of Fame.

## Biographie
Elle grandit à Oamaru, excellant dans le squash, le tennis, le netball, le badminton, la natation et l'athlétisme. En badminton, elle remporte le titre national en simple en 1958 et les championnats de double et de double mixte en 1954, et représente la Nouvelle-Zélande en 1957, 1959 et 1960.
Pendant 15 ans, elle est la meilleure joueuse de squash de Nouvelle-Zélande. Jouant un jeu athlétique et robuste, elle remporte cinq titres néo-zélandais de 1956 à 1963 et représente la Nouvelle-Zélande de 1960 à 1968. Son premier titre de 1956 est la première défaite de Nancy New, âgée de 36 ans, face à une joueuse néo-zélandaise, titre qu'elle conserve l'année suivante face à la même joueuse.
Son palmarès aurait été encore plus impressionnant si elle n'avait partagé son temps entre le squash et le badminton, sport dans lequel elle était également championne de Nouvelle-Zélande. En 1957, elle participe aux championnats nationaux des deux sports le même week-end, le tournoi de squash se déroulant à Palmerston North et le tournoi de badminton à Feilding, villes distantes de 20 km.

## Palmarès

### Titres
- Championnats de Nouvelle-Zélande de squash : 6 titres (1956, 1957, 1958, 1960, 1961, 1963)
- Championnats de Nouvelle-Zélande de badminton : 1958